# Jan van Breda Kolff (calciatore)
Jan Gualtherus van Breda Kolff (Medan, 18 gennaio 1894 – West Chatham, 6 febbraio 1976) è stato un calciatore olandese, di ruolo attaccante. È il padre di Butch van Breda Kolff ed il nonno di Jan van Breda Kolff.

## Carriera
A livello di club, Jan van Breda Kolff ha giocato tra le file dell'HVV Den Haag; in Nazionale ha giocato undici partite, esordendo il 2 aprile 1911, a Dordrecht, contro il Belgio, nella stessa partita ha segnato la sua unica rete in Nazionale.
Nel 1912 ha preso parte ai Giochi olimpici di Stoccolma, dove i Paesi Bassi sono arrivati terzi, giocando tutte le partite.

## Statistiche

### Cronologia presenze e reti in Nazionale
| Cronologia completa delle presenze e delle reti in nazionale ― Paesi Bassi | Cronologia completa delle presenze e delle reti in nazionale ― Paesi Bassi | Cronologia completa delle presenze e delle reti in nazionale ― Paesi Bassi | Cronologia completa delle presenze e delle reti in nazionale ― Paesi Bassi | Cronologia completa delle presenze e delle reti in nazionale ― Paesi Bassi | Cronologia completa delle presenze e delle reti in nazionale ― Paesi Bassi | Cronologia completa delle presenze e delle reti in nazionale ― Paesi Bassi | Cronologia completa delle presenze e delle reti in nazionale ― Paesi Bassi |
| Data                                                                       | Città                                                                      | In casa                                                                    | Risultato                                                                  | Ospiti                                                                     | Competizione                                                               | Reti                                                                       | Note                                                                       |
| -------------------------------------------------------------------------- | -------------------------------------------------------------------------- | -------------------------------------------------------------------------- | -------------------------------------------------------------------------- | -------------------------------------------------------------------------- | -------------------------------------------------------------------------- | -------------------------------------------------------------------------- | -------------------------------------------------------------------------- |
| 2-4-1911                                                                   | Dordrecht                                                                  | Paesi Bassi                                                                | 3 – 1                                                                      | Belgio                                                                     | Amichevole                                                                 | 1                                                                          |                                                                            |
| 10-3-1912                                                                  | Anversa                                                                    | Belgio                                                                     | 1 – 2                                                                      | Paesi Bassi                                                                | Amichevole                                                                 | -                                                                          |                                                                            |
| 16-3-1912                                                                  | Hull                                                                       | Inghilterra                                                                | 4 – 0                                                                      | Paesi Bassi                                                                | Amichevole                                                                 | -                                                                          | L'Inghilterra giocava con la Nazionale dilettanti                          |
| 24-3-1912                                                                  | Zwolle                                                                     | Paesi Bassi                                                                | 5 – 5                                                                      | Germania                                                                   | Amichevole                                                                 | -                                                                          |                                                                            |
| 28-4-1912                                                                  | Dordrecht                                                                  | Paesi Bassi                                                                | 4 – 3                                                                      | Belgio                                                                     | Amichevole                                                                 | -                                                                          |                                                                            |
| 29-6-1912                                                                  | Stoccolma                                                                  | Svezia                                                                     | 3 – 4                                                                      | Paesi Bassi                                                                | Olimpiadi 1912 - Turno di qualificazione                                   | -                                                                          |                                                                            |
| 30-6-1912                                                                  | Solna                                                                      | Paesi Bassi                                                                | 3 – 1                                                                      | Austria                                                                    | Olimpiadi 1912 - Quarti                                                    | -                                                                          |                                                                            |
| 2-7-1912                                                                   | Stoccolma                                                                  | Paesi Bassi                                                                | 1 – 4                                                                      | Danimarca                                                                  | Olimpiadi 1912 - Semif.                                                    | -                                                                          |                                                                            |
| 4-7-1912                                                                   | Solna                                                                      | Paesi Bassi                                                                | 9 – 0                                                                      | Finlandia                                                                  | Olimpiadi 1912 - Finale 3º posto                                           | -                                                                          |                                                                            |
| 17-11-1912                                                                 | Lipsia                                                                     | Germania                                                                   | 2 – 3                                                                      | Paesi Bassi                                                                | Amichevole                                                                 | -                                                                          |                                                                            |
| 9-3-1913                                                                   | Anversa                                                                    | Belgio                                                                     | 3 – 3                                                                      | Paesi Bassi                                                                | Amichevole                                                                 | -                                                                          |                                                                            |
| Totale                                                                     |                                                                            | Presenze                                                                   | 11                                                                         |                                                                            | Reti                                                                       | 1                                                                          |                                                                            |